# Four Horsemen (professioneel worstelteam)
De Four Horsemen was een professioneel worstelstable dat actief was in de National Wrestling Alliance (NWA) en World Championship Wrestling (WCW). De groep werd origineel gekenmerkt door Ric Flair, Arn en Ole Anderson en Tully Blanchard. 

## Leden

### Hoofd
- Ric Flair (1986–1991, 1993–1999)
- Arn Anderson (1986–1988, 1990–1999)
- Ole Anderson (1986–1987; 1990; 1993)
- Tully Blanchard (1986–1988)
- James J. Dillon (1986–1989)
- Lex Luger (1987)
- Barry Windham (1988–1989; 1990–1991)
- Sting (1989–1990)
- Sid Vicious (1990–1991)
- Paul Roma (1993)
- Brian Pillman (1995–1996)
- Chris Benoit (1995–1997; 1998–1999)
- Steve "Mongo" McMichael (1996–1999)
- Curt Hennig (1997)
- Jeff Jarrett (1997)
- Dean Malenko (1998–1999)

### Collega's
- Kendall Windham (1989)
- David Flair (1999)
- Michael Hayes (1989)
- Butch Reed (1989)

### Managersenvalets
- James J. Dillon (manager)
- Baby Doll (Blanchards valet)
- Dark Journey (Blanchards valet)
- Hiro Matsuda (manager)
- Woman (Ric Flairs valet en Benoits vrouw en valet)
- Fifi (Ric Flairs meid tijdens de A Flair for the Gold segment, geportretteerd door Wendy Barlow)
- Miss Elizabeth (Ric Flairs valet)
- Debra McMichael (Steve McMichaels vrouw en valet)
- Bobby Heenan (trainde voor hen voor een match op The Great American Bash in 1996)
- Charles Robinson (Ric Flairs bevooroordeelde scheidsrechter in 1999)
- Double D (Ric Flairs verpleegster)
- Samantha / Torrie (David Flairs valet terwijl ze uitging met hen)

## Prestaties
- Jim Crockett Promotions / World Championship Wrestling
  - NWA National Heavyweight Championship – Tully Blanchard (1 keer)
  - NWA National Tag Team Championship – Ole & Arn Anderson (1 keer)
  - NWA Television Championship – Tully Blanchard (1 keer)
  - NWA United States Heavyweight Championship – Tully Blanchard (1 keer), Lex Luger (1 keer), Barry Windham (1 keer)
  - NWA World Heavyweight Championship – Ric Flair (6 keer)
  - NWA World Tag Team Championship – Arn Anderson & Tully Blanchard (2 keer)
  - NWA World Television Championship – Tully Blanchard (2 keer), Arn Anderson (2 keer)
  - WCW United States Heavyweight Championship – Ric Flair (1 keer), Steve McMichael (1 keer)
  - WCW World Heavyweight Championship – Ric Flair (8 keer)
  - WCW World Tag Team Championship – Arn Anderson & Paul Roma (1 keer), Chris Benoit & Dean Malenko (1 keer)
  - WCW World Television Championship – Arn Anderson (2 keer), Barry Windham (1 keer)
  - WCW Cruiserweight Championship – Dean Malenko (1 keer)

- Pro Wrestling Illustrated
  - PWI Wrestler of the Year – Ric Flair (1985, 1986, 1989)
  - PWI Feud of the Year – Four Horsemen vs. The Super Powers & The Road Warriors (1987), Ric Flair vs. Lex Luger (1988), Ric Flair vs. Terry Funk (1989), Ric Flair vs. Lex Luger (1990)
  - PWI Match of the Year – Ric Flair vs. Dusty Rhodes (1986), Ric Flair vs. Ricky Steamboat (1989)
  - PWI Most Hated Wrestler of the Year – Ric Flair (1987)
  - PWI Manager of the Year – James J. Dillon (1988)

- World Wrestling Entertainment
  - WWE Hall of Fame (Class of 2012) - Ric Flair, Arn Anderson, Tully Blanchard, Barry Windham en J.J. Dillon

- Wrestling Observer Newsletter
  - Wrestler of the Year – Ric Flair (1985, 1986, 1989, 1990)
  - Most Outstanding Wrestler – Ric Flair (1986, 1987, 1989)
  - Feud of the Year – Ric Flair vs. Terry Funk (1989)
  - Best on Interviews – Arn Anderson (1990), Ric Flair (1991, 1994)
  - Most Charismatic – Ric Flair (1993)
  - Match of the Year – Ric Flair vs. Barry Windham (1986), Ric Flair vs. Sting (1988), Ric Flair vs. Ricky Steamboat (1989)
  - Best Heel – Ric Flair (1990)
  - Readers’ Favorite Wrestler – Ric Flair (1985–1993,